# Boulevard Reynaud-de-Trets
Le boulevard Reynaud-de-Trets est une voie marseillaise située dans le 10e arrondissement de Marseille.

## Situation et accès
Le boulevard, en impasse, prend sur le boulevard de Saint-Loup. Il dessert un lotissement et l'ensemble résidentiel Les Florianes de Saint-Loup, mitoyens du lycée Marcel-Pagnol.

## Origine du nom
La voie porte le nom de l'homme politique marseillais Charles Jean-Baptiste Jacques Édouard Reynaud de Trets (1779-1863) dont elle desservait la propriété.

## Historique
Cette voie est une ancienne allée arborée desservant la demeure du baron Reynaud de Trets. La bâtisse n'existe plus, remplacée par une aile du lycée Marcel Pagnol. Les seuls vestiges sont les piliers du portail de l'époque qui ont été déplacés de quelques centimètres pour faciliter l'accès à une petite copropriété[réf. nécessaire].